# Erwin Buchinger

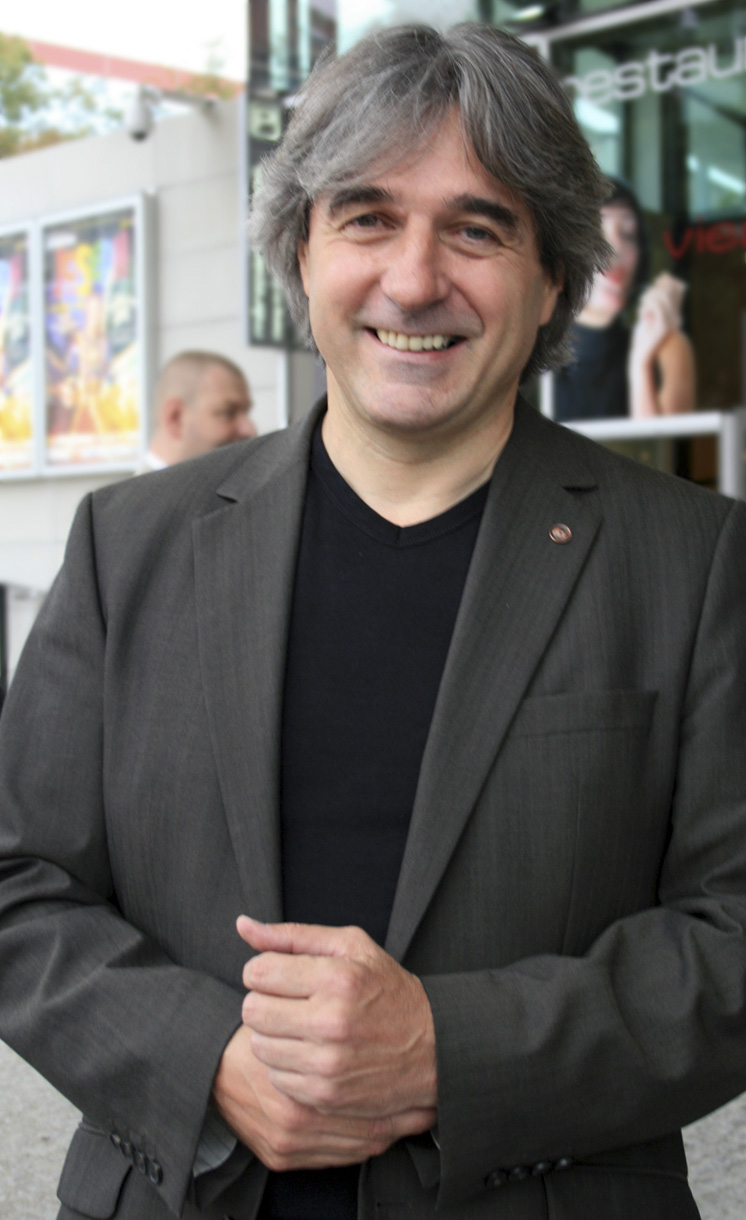
Erwin Buchinger (Wien 2008)

Erwin Buchinger (* 25. Dezember 1955 in Mauthausen) ist ein österreichischer Politiker (SPÖ). Er gehörte vom 11. Jänner 2007 bis zum 2. Dezember 2008 als Bundesminister für Soziales dem Kabinett unter Bundeskanzler Alfred Gusenbauer an und wurde am 16. Dezember 2009 zum österreichischen Behindertenanwalt berufen. Im März 2017 beendete er diese Funktion, um eine Stelle als nationaler Experte bei der OECD in Paris anzunehmen.

## Politischer Werdegang
Erwin Buchinger wurde als drittes von sieben Kindern 1955 in Mauthausen (Oberösterreich) geboren. Nach der Matura 1973 im Bundesrealgymnasium in Rohrbach absolvierte er seinen Präsenzdienst in Klagenfurt und Wien. Nach dem Studium der Rechtswissenschaften und der Volkswirtschaft an der Johannes Kepler Universität Linz (ab 1975) promovierte Buchinger 1981 zum Doktor der Rechtswissenschaften. 1981 bis 1991 war er als Jurist beim Landesarbeitsamt Oberösterreich tätig, danach wurde er Leiter des Landesarbeitsamtes Salzburg bzw. Landesgeschäftsführer des AMS Salzburg. 2004 wurde Buchinger Salzburger Sozial-Landesrat im Team von Landeshauptfrau Gabi Burgstaller.
Nach der Nationalratswahl 2006 gehörte Erwin Buchinger als Sozialminister der von Bundeskanzler Alfred Gusenbauer gebildeten Bundesregierung an und wurde am 11. Jänner 2007 angelobt. Nach den Neuwahlen im Jahr 2008 gehörte er dem neuen Kabinett Faymann I nicht mehr an, sondern arbeitete wieder für das Arbeitsmarktservice, diesmal in Wien.
Am 16. Dezember 2009 wurde Buchinger zum österreichischen Behindertenanwalt berufen. Er löste damit Herbert Haupt, der das Amt seit seiner Schaffung im Jahr 2006 innehatte, ab. Im Vorfeld war die Entscheidung wie schon bei seinem Vorgänger heftig kritisiert worden, da nach Meinung von Behindertenverbänden ein direkt Betroffener besser geeignet wäre. Verschwiegen wird hierbei jedoch, dass Buchingers mittlerweile erwachsener Sohn Maco schwerstbehindert ist.

## Politische Linie

### Landespolitik
Erwin Buchinger vertritt eine „linksorientierte“ Linie. So setzt er sich unter anderem für eine arbeitnehmergerechte Sozialpolitik ein. Bereits in der Salzburger Landespolitik als Chef des Arbeitsmarktservice machte er auf sich aufmerksam: Nachdem der Maschinenhersteller Emco, unter Besitz von Mirko Kovats, 60 Mitarbeiter aus der Firma entlassen hatte, forderte Buchinger eine Arbeitsstiftung für die Betroffenen. Außerdem verlangte er von Emco eine 50-prozentige Beteiligung an der Stiftung. Nachdem Buchinger Landesrat geworden war, sprach er sich für die Harmonisierung des Pensionsalters in Salzburg aus. Daneben hob er den Pensionssicherungsbeitrag von Altpolitikern um 2,3 % an.

### Regierungsarbeit
Kurz vor der Nationalratswahl 2006 legte Buchinger einen Entwurf für die bedarfsorientierte Grundsicherung vor, die die SPÖ im damaligen Wahlkampf forderte. Dieser beinhaltete eine Erhöhung auf 800 Euro und Vereinheitlichung der regionalen Sozialhilfe. Allerdings blieb damals die Frage der Finanzierung offen. Besonders in den späteren Koalitionsverhandlungen mit der ÖVP wurde dieser Entwurf als Lizenz zur Schwarzarbeit kritisiert. In weiterer Folge der Verhandlungen einigte sich die SPÖ auf einen Betrag von 726 Euro. 2008 wurde das Grundsicherungsmodell von der UNO als menschenrechtswidrig bezeichnet, da dieses eine Unterstützung von Staatenlosen und Flüchtlingen nicht beinhaltet. Buchinger plante die Erhöhung der Vermögensteuer, um somit die Grundsicherung zu finanzieren. Da es allerdings keine konkreten Pläne für eine solche Erhöhung, die vermutlich größte in der Zweiten Republik, gab, wurde diese Idee verworfen.
Eine weitere Forderung Buchingers war der sogenannte Pensions-Solidarbeitrag von Beamten. Nach seinem Vorschlag wollte er die Pensionsreform, die die Bundesregierung Schüssel I durchgeführt hatte, sozialer gestalten. So hätten Bezieher von Renten, die über der Höchstpension der Sozialversicherung liegen, einen Beitrag von mindestens 10 % in einen Solidarfonds einzahlen sollen. Mit den Einnahmen von 500 Millionen Euro, wie es in den Planungen Buchingers vorgesehen war, sollte unter anderem eine neue Schwerarbeiterregelung eingeführt werden.
Nach dem Pflegeskandal rund um die ehemaligen Bundeskanzler Wolfgang Schüssel und Franz Vranitzky stand in der Sozialdemokratischen Partei die Forderung nach der Regelung dieses Problems auch im Vordergrund. Buchinger forderte in diesem Bereich die Anlegung eines mit 200 Millionen Euro dotierten Pflegefonds. Mit diesem sollte die Finanzierung – durch staatliche Zuschüsse – der Pflege Bedürftiger erleichtert werden.
Nachdem Erwin Buchinger von Alfred Gusenbauer als Sozialminister in dessen Team geholt worden war, betonte Buchinger die Notwendigkeit einer Vermögensteuer zur Armutsbekämpfung. Diese Forderung nach der Wiedereinführung der Steuer sorgte beim Koalitionspartner ÖVP für große Aufregung. Wirtschafts- und Arbeitsminister Martin Bartenstein meinte, es wäre klares Ergebnis der Koalitionsverhandlungen gewesen, keine Steuern zu erhöhen. Dies beinhalte auch die Einführung neuer Steuern. Buchinger machte seine Forderung konkret und äußerte sich explizit für eine Abgabe von 0,5 % des Vermögens derer, die mehr als 500.000 Euro besitzen. Schon bald nach dem Platzen der Koalition im Sommer 2008 gab Buchinger bekannt, dass er einer neuen Regierung nicht mehr angehören werde. Nachdem die Regierung Faymann I am 2. Dezember 2008 angelobt worden war, wechselte Erwin Buchinger am 3. Dezember zum Arbeitsmarktservice in Wien, wo er bis 5. Mai 2017 für Sonderprojekte zuständig war.
Vorstandsvorsitzender des AMS Österreich ist seit 1994 und bis voraussichtlich Mitte 2023 sein Bruder Herbert Buchinger.

## Erscheinungsbild
Buchinger wird in den Medien als Teil des linken Flügels der Sozialdemokratischen Partei beschrieben. Auf der anderen Seite wird er mehrmals als populistisch bezeichnet.
2007 wurde er in einem Chat der Tageszeitung Der Standard gefragt, was passieren müsse, damit er Bart und Haare schneiden lässt. Als Antwort gab er eine Spende für einen sozialen, karitativen Zweck in der Mindesthöhe von 5000 Euro an. Tatsächlich spendete man kurz darauf 12.500 Euro an das neunerHAUS, eine Organisation, die das Wohnen in Wien für Obdachlose ermöglichen will, woraufhin Buchinger sein Versprechen einlöste.
Im Sommer 2007 sprach sich Buchinger für die Einführung des arbeitsfreien Monats für Väter nach der Geburt des Kindes aus. Von Seiten der Volkspartei kam darauf heftige Kritik des Abgeordneten Werner Amon. Er bezeichnete dies als Sommerloch-Populismus. Buchingers Vorschlag konnte sich nicht durchsetzen.

## Privatleben
Buchinger lebt mit seiner zweiten Ehefrau Marina Laux und seinem Sohn Benjamin (* 2010) in Wien. Laux war Geschäftsführerin der SPÖ-Frauen Salzburg. Aus Buchingers erster Ehe gingen seine Kinder Maco und Nina hervor.